# Boku no Pico
Boku no Pico (ぼくのぴこ? lett. "Il mio Pico") è una serie OAV di genere shotacon prodotta dallo studio Natural High e diretto da Katsuyoshi Yatabe ed uscito tra il 2006 e il 2008. Il produttore lo ha descritto come il primo autentico anime shotacon mai prodotto.
La serie si compone di tre episodi più una versione modificata del primo (riedito con un copione diverso, togliendo la maggior parte delle implicazioni hentai). Ne è stato tratto anche un manga in un unico volume pubblicato nel 2007.
L'anime ha riscosso un buon successo su Internet, per via di numerosi meme e "video-reaction" su YouTube; l'anime inoltre è stato ampiamente criticato a livello mondiale per l'evidente pornografia infantile tuttavia legale, in quanto nella maggior parte del mondo la pedopornografia "artistica" non ha una regolamentazione e/o legge che preveda una pena sanzionabile.

## Trama
Dopo aver avuto dei rapporti omosessuali, il giovane Pico introduce al mondo della sessualità il nuovo compagno di giochi, Chico, e successivamente anche un altro ragazzino, Coco.

## Personaggi
Pico (ぴこ?, Piko)
Doppiato da: Mariko Sakō
Un biondino preadolescente che lavora part-time presso il bar di suo nonno durante l'estate. Va spesso a nuotare vicino agli scogli, nudo o vestito con uno striminzito slip blu. Indossa anche volentieri abiti da ragazzina, dopo che glielo suggerisce per la prima volta Tamotsu. Non continua però il rapporto con l'uomo più grande (ne è stato difatti profondamente ferito nei sentimenti) e al termine della stagione si taglia i capelli.
L'estate seguente, durante una corsa nei boschi, vede nuotare Chico nudo in un torrente, e ben presto i due fanno amicizia: il nuovo compagno di giochi lo chiama "oniichan" (fratellone) ed intrattiene con lui rapporti intimi. Fa sempre la parte dell'uke, anche se con Chico questo è reversibile, in quanto a volte si scambiano i ruoli.
Chico (ちこ?, Chiko)
Doppiato da: Aiko Ōkubo
Un ragazzino dai capelli castani che instaura un rapporto intimo con Pico. Lui è più giovane, pertanto ha meno esperienze sessuali sulle spalle. Gioca spesso all'aperto tutto nudo. Nella maggior parte dei casi rappresenta il seme, nonostante la sua minor età, anche se con Pico il rapporto è duplice. Vive solo assieme alla sorella maggiore in una grande casa all'interno d'una zona boschiva appartata. Quando capita osserva anche di nascosto la sorella masturbarsi.
Tamotsu (タモツ?)
Soprannominato Mok-kun da Pico, è un giovane attratto sessualmente dal ragazzino. È quello che si dice un "colletto bianco". Inizialmente si trova a sedurre Pico scambiandolo per una femmina, ma poi continua il rapporto anche dopo aver compreso che in realtà è un maschio. Compra più tardi un completo femminile e persuade Pico ad indossarlo nonostante le sue iniziali rimostranze. Egli vede Pico esclusivamente come oggetto di sfogo sessuale, anche se dimostra poi un'autentica preoccupazione quando questi non si fa più vedere. Anche se alla fine del 1º episodio si riconcilia con Pico e sembra proseguir nel loro rapporto, rimane assente nei successivi episodi. È la rappresentazione del seme.
Ojii-san (おじいさん?, Ojiisan, "Nonno")
Nonno di Pico che gestisce un ampio bar. Quando il nipote gli fa visita d'estate, gli dà una mano come cameriere, indossando un grembiulino rosa con un fiocchettino a papillon sul davanti. È lui ad introdurre Tamotsu nella vita del nipote, suggerendogli di trascorrere un po' di tempo insieme per distrarsi.
Onee-san (お姉さん?, Oneesan, "Sorellona")
È la sorella di Chico, di cui si prende cura. È alta coi capelli blu scuro. Dopo esser stata vista dai due ragazzi masturbarsi attraverso una crepa nel soffitto, diventa la causa indiretta delle loro successive sperimentazioni. Ha una grande collezione di abiti fetish e giocattoli sessuali di vario tipo ed utilizzo, che Pico e Chico provano senza mai chiederle prima il permesso. Al termine del secondo episodio, al suo ritorno dal negozio di alimentari dove s'era recata per fare la spesa, trova i due amichetti intrecciati sul divano e, cercando di non disturbarli facendo rumore, li osserva mentre s'impegna anche lei in un atto d'autoerotismo.
Coco (ここ?, Koko)
Un ragazzino caratterizzato da un'estrema effeminatezza. Intrattiene rapporti sia con Pico che con Chico. Dopo aver inavvertitamente causato qualche attrito nel loro reciproco rapporto, decide di prender le distanze dai due amici, anche se successivamente si ritrovano di nuovo. Fra i tre è il principale uke, anche se a volte il ruolo può esser rovesciato.

## Media

### OAV
| Nº | Giapponese 「Kanji」 - Rōmaji - Traduzione letterale | In onda          | In onda |
| Nº | Giapponese 「Kanji」 - Rōmaji - Traduzione letterale | Giapponese       |         |
| 1  | 「ぼくのぴこ」 - Boku no Piko – "Il mio Pico" | 7 settembre 2006 |         |
| 1  | Pico, un ragazzo appena pubere, lavora presso il bar di suo nonno durante l'estate, sperando nel frattempo di poter anche farsi alcuni nuovi amici. Incontra presto un uomo di nome Tamotsu (che lo aveva notato mentre si bagnava nudo sugli scogli) che lo seduce credendo inizialmente si tratti d'una bambina. L'uomo lo accompagna a comprare il gelato, dopodiché hanno un incontro intimo in auto e poi lo porta a casa sua. Gli fa indossare un vestitino da ragazzina e lo trascina a letto. Più tardi, esausti dopo l'ennesimo rapporto sessuale, Pico gli chiede se lo ama davvero, ma lui non risponde, esitando. Pico scappa via deluso e si va a tagliare i capelli, per non rischiare più d'esser scambiato per una femmina. Tamotsu va a cercarlo disperato ed infine si riconciliano con un incontro erotico. |                  |         |
| 2  | 「ぴことちこ」 - Piko to Chico – "Pico e Chico" | 19 aprile 2007   |         |
| 2  | Pico trova un ragazzino più piccolo di lui di nome Chico che fa il bagno in un ruscello, ai limiti del bosco. Più tardi, recatisi a casa di Chico, salgono in soffitta dove spiano la sorella più grande di Chico che si esibisce in un atto di autoerotismo penetrandosi con una banana. Pico poi dimostra a Chico che anche i maschi come loro possono fare la parte della donna, e i due hanno un rapporto sessuale. |                  |         |
| —  | 「pico ~ぼくの小さな夏物語~」 - Pico: Boku no Chiisana – "Pico: La mia piccola storia estiva" | 11 novembre 2007 |         |
| —  | Una versione censurata del primo episodio, con contenuti più adatti agli spettatori minorenni. |                  |         |
| 3  | 「ぴこ×CoCo×ちこ」 - Piko x CoCo x Chico – "Pico e Coco e Chico" | 9 ottobre 2008   |         |
| 3  | Pico e Chico incontrano Coco, un ragazzino travestito in fuga che vive nei sotterranei della metropolitana. Pico subito s'innamora di Coco, costringendosi anche a metter in discussione i suoi precedenti sentimenti nei confronti di Chico. La situazione si aggrava quando una notte Pico scopre Chico e Coco a letto assieme. I tre, infine, si riconciliano avendo un rapporto a tre in cima alla Tokyo Tower, con dei fuochi d'artificio che chiudono la serie di eventi. |                  |         |